# Tuberenes robustipes
Tuberenes robustipes là một loài bọ cánh cứng trong họ Cerambycidae.